# Туємбетово
Туємбе́тово (рос. Туембетово, башк. Төйөмбәт) — присілок у складі Кугарчинського району Башкортостану, Росія. Входить до складу Максютовської сільської ради.
Населення — 140 осіб (2010; 150 в 2002).
Національний склад:
- башкири — 97%